# De show van je leven
De show van je leven was een praatprogramma, gepresenteerd door Astrid Joosten, dat tussen 1996 en 2000 door de VARA werd uitgezonden.
In dit praatprogramma interviewde Astrid Joosten een bekende persoon over zijn of haar carrière. Filmpjes uit het archief en van vrienden, de familie die vragen stelden en optredens in de studio, prikkelden de gast om over zichzelf te vertellen. Aan het eind van het programma kreeg de gast een dilemma voorgelegd in "De Doos van het Dilemma".
Het programma was een moderne variant op In de hoofdrol, waarin Mies Bouwman een stergast confronteerde met prikkelende uitspraken van familieleden en vrienden en iemands loopbaan nog eens in vogelvlucht samenvatte.
In 2001 werd het programma opgevolgd door Oog in oog, ook gepresenteerd door Joosten. Dit programma heeft als basis hetzelfde thema als De show van je leven, maar dan zonder showelementen.